# Le folli notti del dottor Jerryll
Le folli notti del dottor Jerryll (The Nutty Professor) è un film del 1963 diretto e interpretato da Jerry Lewis.
È una parodia ispirata a Lo strano caso del dottor Jekyll e del signor Hyde di Robert Louis Stevenson e dei personaggi del romanzo.

## Trama

Jerry Lewis in una scena

Il professor Julius Kelp insegna chimica all'università. Benché giovane, è introverso e imbranato quanto trasandato ma riesce a formulare un siero in grado di trasformarlo nel suo opposto e cioè in un attraente e disinvolto playboy chiamato non a caso Buddy Love che gli dà il coraggio di corteggiare una delle sue studentesse, Stella Purdy. La ragazza all'inizio detesta Buddy per la sua arroganza però si sente anche irresistibilmente attratta da lui.
Successivamente la formula inizia purtroppo ad avere effetto anche in momenti non opportuni mettendo il giovane in situazioni imbarazzanti che lo costringono a ritornare in fretta e furia al suo laboratorio ad assumere un antidoto, nella speranza che nessuno scopra il suo segreto.
Sebbene l'insegnante sappia che il comportamento del suo alter ego non sia molto corretto, non può fare a meno di assumere il siero ogni sera, dal momento che la sua inettitudine sociale trova riscatto nel successo della forte personalità di Love.
La sua vera identità sarà infine rivelata durante il ballo annuale della scuola, quando Buddy si ritrasforma all'improvviso in Kelp durante un discorso. Kelp ammette di aver appreso un'importante lezione e Stella gli confesserà di trovarlo ancora più interessante di Love.

## Produzione
La lavorazione e le riprese del film si svolsero interamente dal 9 ottobre al 17 dicembre 1962, per la maggior parte nel campus della Arizona State University a Tempe. Abiti e costumi degli attori furono disegnati da Edith Head. Les Brown & the Renown suonano durante la scena della festa studentesca. La colonna sonora composta da Walter Scharf fa un ampio uso dello standard jazz Stella by Starlight di Victor Young, in quanto la Paramount era proprietaria dei diritti del brano sin dalla sua inclusione nel film La casa sulla scogliera del 1944.

### Lo scaldino dell'orso polare dell'Alaska

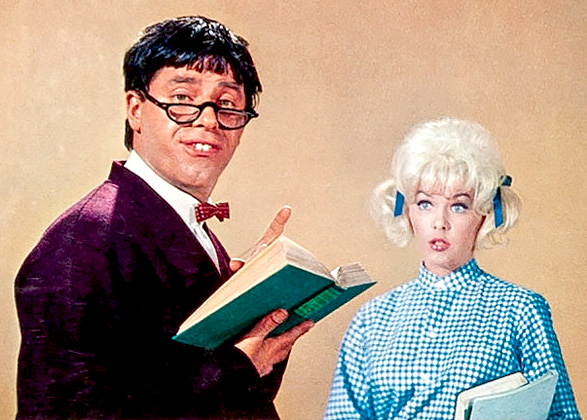
Jerry Lewis e Stella Stevens in una foto pubblicitaria del film

Lo "scaldino dell'orso polare dell'Alaska" (in inglese Alaskan Polar Bear Heater) è un cocktail che viene menzionato nel film. Buddy Love istruisce il barman del night club sulla sua preparazione: 2 schizzi di vodka, un po' di rum, un goccio di bitter, un goccio d'aceto, un goccio di vermouth, un goccio di gin, un po' di scotch, un po' di brandy, una scorza di limone, una scorza d'arancio, una ciliegina, e infine dell'altro scotch. A un certo punto, durante le istruzioni, il barista gli dice: «Te lo bevi qui, o te lo porti a casa per farti le frizioni?»
Poi Love dice al barista di agitarlo ben bene e di versarglielo in un bicchiere grande. Il barman chiede se può assaggiarne un sorso ma dopo averlo bevuto rimane bloccato come una statua e poi cade per terra.
Nonostante sia stato inventato appositamente per il film, il cocktail ha dato il nome a diversi reali tipi di drink.

### That Old Black Magic
Nel corso del film vediamo Lewis che, sotto le spoglie di Buddy Love, si esibisce nel locale notturno cantando la canzone That Old Black Magic composta da Harold Arlen e Johnny Mercer. Il brano era stato interpretato anche da Frank Sinatra, tra gli altri.

## Riconoscimenti
Nel 2000 l'American Film Institute l'ha inserito al 99º posto della classifica delle cento migliori commedie americane di tutti i tempi.
Nel 2004 è stato scelto per la conservazione nel National Film Registry della Biblioteca del Congresso degli Stati Uniti.

## Remake
Nel 1996 è stato girato un remake con Eddie Murphy intitolato Il professore matto che pur ispirandosi palesemente al film di Lewis (accreditato come produttore nei crediti) presenta notevoli differenze con l'originale.

## Curiosità
- Per il personaggio di Buddy Love si dice che Lewis abbia volutamente imitato il look del suo ex partner Dean Martin. Nella sua autobiografia del 1982 Lewis ha però smentito questa interpretazione ribadendo di non essersi ispirato a Martin neanche durante lo special girato appositamente per l'uscita del film in DVD.
- Nel 1981 il critico cinematografico Danny Peary ha affermato nel suo libro intitolato Cult Movies che il personaggio di Love è in realtà la trasposizione sullo schermo della vera personalità di Jerry Lewis.
- Il personaggio del Professor Frink de I Simpson è parzialmente ispirato al Julius Kelp interpretato da Lewis nel film. In un episodio, il personaggio del padre di Frink è stato doppiato da Jerry Lewis.